# Lindenius
Lindenius Lepeletier et Brullé, 1834 — род песочных ос из подсемейства Crabroninae (триба Crabronini). Более 60 видов.

## Распространение
Голарктика. В Европе около 24 видов. Для СССР указывалось около 18 видов.
В Палеарктике 53 видов, в России 13 видов.

## Описание
Мелкие коренастые осы. Тело чёрное с выраженным жёлтым рисунком. Гнездятся в земле, ловят мелких мух, паразитических перепончатокрылых, клопов.

## Систематика
Более 60 видов (триба Crabronini).
- Lindenius abditus (Kohl, 1898)
- Lindenius aegyptius (Kohl, 1888)
- Lindenius albilabris (Fabricius, 1793)
- Lindenius cabrerae Leclercq, 1960
- Lindenius ceballosi Leclercq, 1959
- Lindenius effrenus (Kohl, 1915)
- Lindenius hamilcar (Kohl, 1899)
- Lindenius hannibal (Kohl, 1898)
- Lindenius hasdrubal Beaumont, 1956
- Lindenius helleri (Kohl, 1915)
- Lindenius ibericus (Kohl, 1905)
- Lindenius ibex Kohl, 1883
- Lindenius laevis Costa, 1871
- Lindenius luteiventris (A. Morawitz, 1866)
- Lindenius major Beaumont, 1956
- Lindenius melinopus (Kohl, 1915)
- Lindenius merceti (Kohl, 1915)
- Lindenius mesopleuralis (F. Morawitz, 1890)
- Lindenius panzeri (Van der Linden, 1829)
- Lindenius parkanensis Zavadil, 1948
- Lindenius peninsularis (Kohl, 1915)
- Lindenius pygmaeus
- Lindenius sierrae  Leclercq, 1989
- Lindenius subaeneus Lepeletier & Brullé, 1835
- Другие виды